# Jerzy Wołczyk

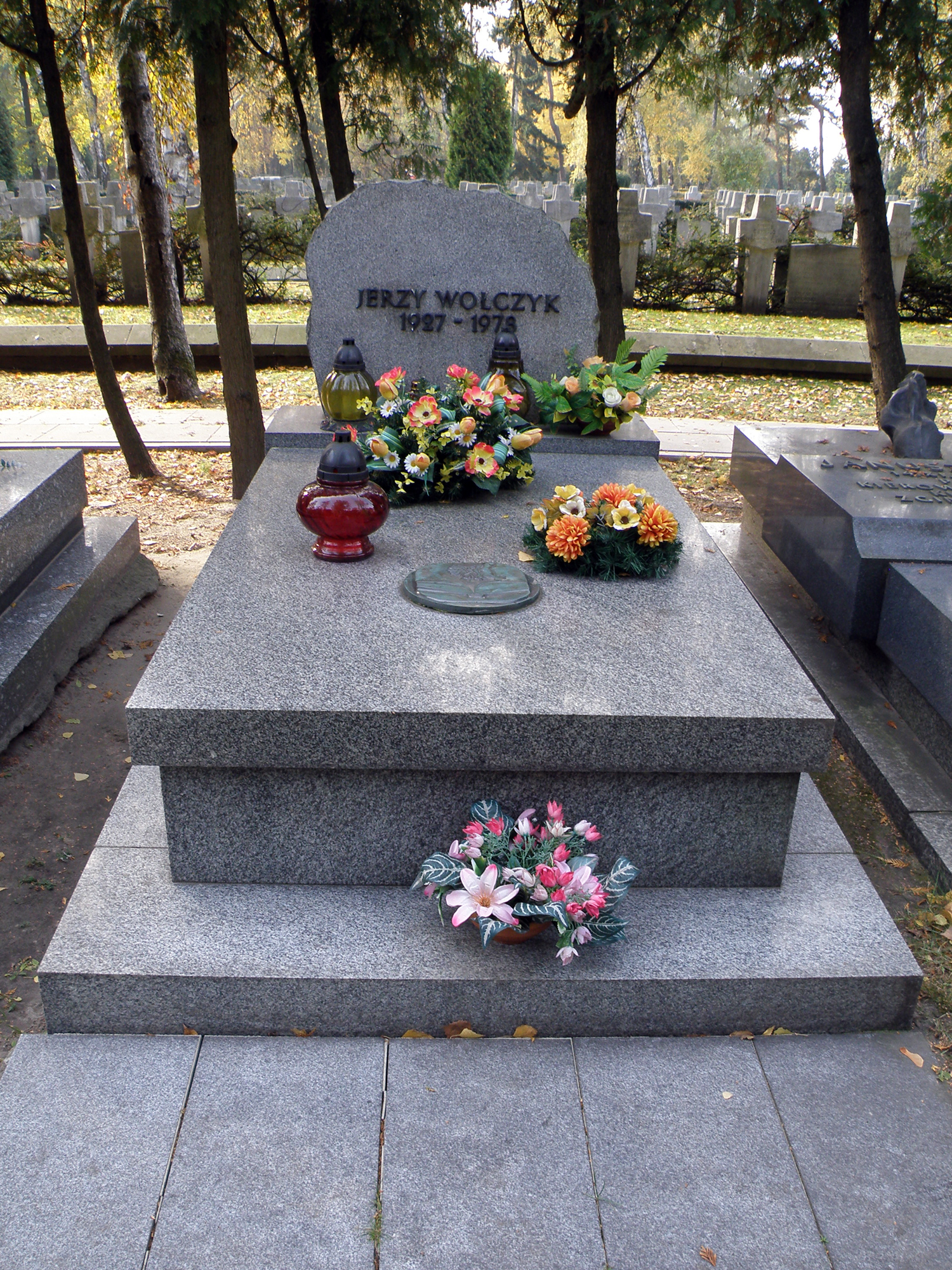
Grób Jerzego Wołczyka

Jerzy Wołczyk (ur. 29 listopada 1927 w Tomaszowie Mazowieckim, zm. 20 marca 1978) – polski działacz partyjny i państwowy, pedagog, doktor habilitowany nauk humanistycznych, podsekretarz stanu w Ministerstwie Oświaty i Szkolnictwa Wyższego (1966–1968, 1971–1972) oraz Ministerstwie Oświaty i Wychowania (1972–1978), prezes Towarzystwa Przyjaciół Dzieci (1972–1975).

## Życiorys
Syn Władysława. W 1943 pracował w sklepie, następnie do 1945 jako goniec i praktykant biurowy w Zarządzie Miejskim w Tomaszowie Mazowieckim, w 1945 jako sekretarz komisji mieszkaniowej tamże, a od 1947 do 1948 jako statystyk w fabryce dziewiarskiej w Łodzi. Od 1945 do 1947 uczył się w liceum pedagogicznym w Tomaszowie Mazowieckim. Ukończył studia wyższe, uzyskał stopień doktora habilitowanego nauk humanistycznych w zakresie pedagogiki. Był jednym ze współautorów tzw. eksperymentu warszawskiego. Autor publikacji naukowych m.in. z zakresu polityki oświatowej, teorii wychowania, nauczycielstwa.
Działacz Związku Młodzieży Polskiej, wiceprzewodniczący wydziału oświaty w łódzkim zarządzie ZMP (1948–1950), szef zarządu wojewódzkiego w Bydgoszczy (1950–1951), wiceszef wydziału propagandy w centrali ZMP (1951–1952) oraz przewodniczący zarządu stołecznego ZMP (1953–1956). Należał do Polskiej Partii Socjalistycznej (lubelskiej), następnie do Polskiej Zjednoczonej Partii Robotniczej. Był członkiem egzekutywy Komitetu Wojewódzkiego PZPR w Bydgoszczy (1951–1952) i członkiem Warszawskiego Komitetu Wojewódzkiego PZPR (1959–1968). Od 1963 do 1968 wiceprzewodniczący Prezydium Rady Narodowej miasta stołecznego Warszawy. Zajmował stanowisko podsekretarza stanu w Ministerstwie Oświaty i Szkolnictwa Wyższego (grudzień 1966 – sierpień 1968, ponownie marzec 1971 – marzec 1972) oraz Ministerstwie Oświaty i Wychowania (marzec 1972 – marzec 1978, od czerwca 1973 jako I zastępca ministra). Zmarł w trakcie sprawowania tej funkcji. Zajmował stanowiska dyrektora Państwowych Wydawnictw Naukowych (1968–1971) i prezesa Towarzystwa Przyjaciół Dzieci (1972–1975). Był także jednym z założycieli Towarzystwa Przyjaciół Warszawy, działał w jej sekcji historycznej, a od 1963 do 1968 pozostawał wiceprezesem TPW.
Został pochowany na Cmentarzu Wojskowym na Powązkach.

## Odznaczenia
W 1954 odznaczony Złotym Krzyżem Zasługi.